# Shadowrun Returns
Shadowrun Returns ist ein Computer-Rollenspiel des US-amerikanischen Entwicklerstudios Harebrained Schemes, auf Grundlage des Rollenspiel-Regelwerks Shadowrun. Das Spiel wurde mit Hilfe einer Crowdfunding-Kampagne über die Onlineplattform Kickstarter finanziert. Es erschien am 25. Juli 2013 für die Betriebssysteme Windows und Mac OS, am 26. September 2013 dann für Android und iOS. Eine Version für Linux wurde am 30. Oktober 2013 veröffentlicht.
Im Februar 2014 erschien das Add-on Shadowrun: Dragonfall und im September des gleichen Jahres das eigenständige Spiel Shadowrun: Dragonfall – Director’s Cut. Im August 2015 wurde Shadowrun: Hong Kong veröffentlicht.

## Handlung
Das Spiel ist in einem futuristischen Szenario der Stadt Seattle angesiedelt. Der Spielercharakter erhält eine Botschaft eines befreundeten Shadowrunners, nachdem dieser ermordet wurde. Ermöglicht wird dies durch den „Dead Mans Switch“, einer automatischen Nachricht, welche nach dem Tod aktiviert wird. Er bittet den Spielercharakter, den Auftraggeber ausfindig zu machen.

## Spielprinzip
Zu Beginn erstellt der Spieler einen Charakter, für den er aus fünf Rassen (Mensch, Elf, Zwerg, Ork, Troll) und sechs Charakterklassen (Straßensamurai, Magier, Decker, Schamane, Rigger, körperlicher Adept) wählen kann. Alternativ kann er sich aus verschiedenen Fähigkeiten eine eigene Klasse zusammenstellen. Im Verlauf des Spiels stoßen weitere Begleitcharaktere hinzu. Das Spielgeschehen wird aus einer isometrischen Perspektive präsentiert. Die Kämpfe sind rundenbasiert.

## Entwicklung
Das Entwicklerstudio Harebrained Scheme wurde von Shadowrun-Erfinder Jordan Weisman gegründet; zu den Angestellten zählte mit Mitch Gitelman unter anderem der Produzent von Microsofts Multiplayer-Actionspiels Shadowrun aus dem Jahr 2007. Das Projekt Shadowrun Returns wurde unmittelbar nach dem Erfolg des Kickstarter-Projekts Double Fine Adventure (später: Broken Age) angekündigt. Gemeinsam mit Leisure Suit Larry: Reloaded, Wasteland 2 und Project Fedora (später: Tex Murphy: Tesla Effect) gehörte es zu den ersten Titeln, die mit Hilfe von Crowdfunding alte Computerspielfranchises wiederzubeleben versuchten. Ziel der am 4. April 2012 angelaufenen Kampagne waren 400.000 US-Dollar. Tatsächlich sammelte der Entwickler bis zum Ablauf der Kampagne am 29. April auf Kickstarter 1,83 Millionen US-Dollar von über 36.000 Unterstützern und weitere 60.000 Dollar über den alternativen Zahlungsanbieter PayPal. Durch die zahlreichen Mehreinnahmen wurde der Projektumfang deutlich erweitert.

## Rezeption
Shadowrun Returns erhielt zumeist positive Kritiken (Metacritic: 76 von 100).

„Klingt alles nach einem Verriss? Jein. Hätte Shadowrun Returns keine tolle Story, keine erstklassigen Dialoge und trotz der sterilen Spielwelt keine teils zum Schneiden dichte Atmosphäre – es wäre vielleicht einer. […] Spielerisch hingegen bleibt Shadowrun Returns weit unter seinen Möglichkeiten – und auch weit unter dem, was Genre-Klassiker wie Fallout oder Baldur’s Gate schon vor fünfzehn Jahren geboten haben.“

## Fortsetzungen
Harebrained Schemes veröffentlichte mehrere Fortsetzungen des Spiels. 2014 erschien das Add-on Shadowrun: Dragonfall, welches in Berlin des Jahres 2054 angesiedelt ist. Kurze Zeit später wurde es als eigenständiges Spiel unter dem Namen Shadowrun: Dragonfall – Director’s Cut noch einmal für Linux, Macintosh und Windows veröffentlicht. Dragonfall enthält diverse neue technische Features, z. B. kann man nun jederzeit den Fortschritt speichern und einen Editor für eigene Abenteuer nutzen. Außerdem ist die Erzählung nun deutlich weniger linear und es gibt diverse Nebenmissionen. Allgemein wurde das stimmungsvolle Szenario, die gut erzählte Geschichte mit überraschenden Wendungen und die Charakterzeichnung gelobt. Kritisiert wurde, wie schon bei Shadowrun: Returns, besonders die mangelhafte KI der Gegner und die geringen taktische Möglichkeiten im Kampf. Das Add-on Shadowrun: Dragonfall erhielt laut Metacritic positivere Kritiken als das Hauptspiel Shadowrun Returns: 81 von 100. Das eigenständige Spiel Shadowrun: Dragonfall - Director’s Cut erhielt laut Metacritic 87 von 100.
2015 wurde Shadowrun: Hong Kong für Linux, Macintosh und Windows veröffentlicht. Auch hier wurde, wie bei den Vorgängern, die Erzählung, die Charakterzeichnung und die Atmosphäre gelobt und die technische Umsetzung bemängelt. Außerdem war einigen Kritikern die Textmenge, gerade im Vergleich zu Dragonfall, zu groß geworden. Shadowrun: Hong Kong erhielt laut Metacritic 81 von 100.